# 中国人民解放军空军航空兵第六十六旅
空军航空兵第六十六旅（英語：66th Air Brigade），是中国人民解放军空军的一个航空兵旅。该旅以假想敌的角色存在于空军编制中，旨在模拟敌方空战部队进行训练。该部队是中国人民解放军空军中目前唯一一支公开的假想敌部队，其作战能力与作用对标美国和加拿大的“侵略者”中队。该部队驻扎在甘肃省金塔县空军鼎新场站，隶属于中国人民解放军空军试验训练基地。
不同于北约或其他西方国家，中华人民共和国的军事术语中友军都以红色标记，而敌军为蓝色标记，故此该旅也被成为空军的“蓝军旅”。

## 活动
六十六旅被誉为一支“全域王牌”部队，由中国人民解放军空军最熟练的飞行员组成，其中包括多名“金头盔”获得者。该部队研究并学习任何中华人民共和国假想敌的战斗机、旋翼机和电子战技术，用于与中国人民解放军空军部队（不止是航空兵，也包括防空兵等其他兵种）进行模拟对抗训练。其对抗训练并不局限于空对空单机或多机空战。其中包括在一次演习中，第六十六旅飞行员采用了非常规的战术，在山丹县火力演习等中采用了某些战术，包括电磁攻击以干扰解放军空军飞机以及穿越接近地面的山谷，然后飞向目标防空阵地完成了打击。此举在首次使用时极大的震撼了参演的空军地导部队。
尽管根据其臂章显示，第六十六旅主要的模拟对象是美国军队的航空兵，但事实上也曾模拟过中华民国空军和印度空军等军队。

### 与外军交流
最初，六十六旅只参加过国内与解放军空军的训练。直到2017年的“雄鹰-6”多国演习，第66旅才与外国部队一起参加训练，并与巴基斯坦空军进行了模拟对抗。此后还多次参加了后续数年的“雄鹰”系列演习，与沙特阿拉伯、科威特和巴林空军也有过一起训练的经历。

### 引用来源
1. ↑  . 新浪. 21 May 2018 （中文）.
2. 1 2  . 搜狐. 2018-01-03 （中文）.
3. ↑  . 新浪军事. 2017-09-22 （中文）.

### 其他同类型或相似单位
- 美国 第18截击机中队（英语：18th Fighter Interceptor Squadron） （1977 - 至今）
- 美国 第64侵略者中队（英语：64th Aggressor Squadron） （2003 - 至今）
- 美国 第65侵略者中队（英语：65th Aggressor Squadron） （2022 - 至今）
- 中華民國 空军46中队 （1972 - 2012）